# FA Women's Super League 2017-18
De FA Women's Super League 2017-18 was het zevende seizoen van de Engelse Superliga voor vrouwenvoetbal. Sinds dit seizoen wordt de competitie volgens een winterseizoen afgewerkt - voorheen was het een zomercompetitie. De competitie bestaat uit twee lagen: het eerste (WSL 1) en tweede - (WSL 2), waarin beide tien teams spelen.

## Teams

### WSL 1
Everton speelde voor dit seizoen nog in WSL 2 waarin het eerste werd. Vanwege het faillissement van Notts County was er een opening in WSL 1, na evaluatie door de FA van het business plan, budget, jongeren ontwikkeling, faciliteiten en de sportieve performance werd besloten om Everton te laten promoveren.
| Team            | Plaats               | Stadion                 | Capaciteit | Resultaat 2016 | Resultaat 2017 |
| --------------- | -------------------- | ----------------------- | ---------- | -------------- | -------------- |
| Arsenal         | Borehamwood          | Meadow Park             | 4.502      | 3e             | 3e             |
| Birmingham City | Solihull             | Damson Park             | 3.050      | 5e             | 7e             |
| Bristol City    | Filton               | Stoke Gifford Stadium   | 1.500      | 2e, WSL 2      | 8e             |
| Chelsea         | Kingston upon Thames | Kingsmeadow             | 4.850      | 2e             | 1e             |
| Everton         | Widnes               | Select Security Stadium | 13.350     | 3e, WSL 2      | 1e, WSL 2      |
| Liverpool       | Widnes               | Select Security Stadium | 13.350     | 4e             | 4e             |
| Manchester City | Manchester           | Academy Stadium         | 7.000      | 1e             | 2e             |
| Reading         | High Wycombe         | Adams Park              | 9.617      | 8e             | 6e             |
| Sunderland      | South Shields        | Mariners Park           | 2.500      | 7e             | 5e             |
| Yeovil Town     | Yeovil               | Huish Park              | 9.565      | 1e, WSL 2      | 9e             |

### WSL 2
Voorheen promoveerden de beste ploegen uit de WSL 2 naar de WSL 1 (en de slechtste WSL 1 ploegen degradeerden). Vanwege de herstructuring zal in seizoen 2017-18 geen club promoveren of degraderen, het is de bedoeling om dit per seizoen 2018-19 weer plaats te laten vinden. Na het promoveren van Everton werd Tottenham Hotspur toegevoegd aan de tweede divisie nadat het in het vorige seizoen eerste was geworden in de Premier League.
| Team                    | Plaats        | Stadion                  | Capaciteit | Resultaat 2016   | Resultaat 2017 |
| ----------------------- | ------------- | ------------------------ | ---------- | ---------------- | -------------- |
| Aston Villa             | Tamworth      | The Lamb Ground          | 4.000      | 7e               | 4e             |
| Brighton & Hove Albion  | Lancing       | Culver Road              | 2.000      | 1e, WPL 2015-16  | 6e             |
| Doncaster Rovers Belles | Doncaster     | Keepmoat Stadium         | 15.231     | 9e, WSL 1        | 2e             |
| Durham                  | Durham        | New Ferens Park          | 3.000      | 4e               | 5e             |
| London Bees             | Canons Park   | The Hive Stadium         | 5.176      | 6th              | 7e             |
| Millwall Lionesses      | Bermondsey    | St. Paul's Sports Ground | 2.500      | 8e               | 3e             |
| Oxford United           | Marston       | Court Place Farm         | 3.200      | 9e               | 10e            |
| Sheffield               | Dronfield     | Coach and Horses         | 2.000      | 5e               | 9e             |
| Tottenham Hotspur       | Cheshunt      | Cheshunt Stadium         | 3.000      | 1st, WPL 2016-17 | -              |
| Watford                 | Kings Langley | Global Metcorp Stadium   | 1.000      | 10e              | 8e             |

## WSL 1

### Stand
Bijgewerkt t/m 18 februari 2018
| #   |          | club            | gs | w | g | v | pnt | dv | dt | ds  |
| --- | -------- | --------------- | -- | - | - | - | --- | -- | -- | --- |
| 1.  | Stabiel  | Manchester City | 9  | 8 | 1 | 0 | 25  | 31 | 7  | +24 |
| 2.  | Stabiel  | Chelsea         | 9  | 7 | 2 | 0 | 23  | 27 | 4  | +23 |
| 3.  | Gestegen | Arsenal         | 9  | 5 | 2 | 2 | 17  | 20 | 11 | +9  |
| 4.  | Gedaald  | Liverpool       | 9  | 5 | 0 | 4 | 15  | 17 | 12 | +5  |
| 5.  | Gestegen | Sunderland      | 9  | 4 | 0 | 5 | 12  | 9  | 22 | −13 |
| 6.  | Gedaald  | Birmingham City | 9  | 3 | 1 | 5 | 10  | 12 | 15 | −3  |
| 7.  | Gedaald  | Reading         | 8  | 2 | 3 | 3 | 9   | 15 | 12 | +3  |
| 8.  | Gestegen | Everton         | 9  | 3 | 0 | 6 | 9   | 13 | 14 | −1  |
| 9.  | Gedaald  | Bristol City    | 9  | 2 | 1 | 6 | 7   | 5  | 23 | −18 |
| 10. | Stabiel  | Yeovil Town     | 8  | 0 | 0 | 8 | 0   | 0  | 29 | −29 |

### Legenda
| Kleur | Kwalificatie voor                            |
| ----- | -------------------------------------------- |
|       | Landskampioen, eerste ronde Champions League |
|       | Eerste ronde Champions League                |

## WSL 2

### Stand
Bijgewerkt t/m 18 februari 2018
| #   |          | club                    | gs | w | g | v | pnt | dv | dt | ds  |
| --- | -------- | ----------------------- | -- | - | - | - | --- | -- | -- | --- |
| 1.  | Gestegen | Doncaster Rovers Belles | 9  | 7 | 2 | 0 | 23  | 29 | 10 | +19 |
| 2.  | Gedaald  | Millwall Lionesses      | 9  | 8 | 1 | 0 | 22  | 24 | 12 | +12 |
| 3.  | Gestegen | Brighton & Hove Albion  | 8  | 5 | 1 | 2 | 16  | 15 | 13 | +2  |
| 4.  | Gedaald  | Durham                  | 8  | 4 | 1 | 3 | 13  | 19 | 11 | +8  |
| 5.  | Stabiel  | Oxford United           | 9  | 3 | 2 | 4 | 11  | 15 | 15 | 0   |
| 6.  | Gestegen | Tottenham Hotspur       | 9  | 3 | 1 | 5 | 10  | 13 | 18 | −5  |
| 7.  | Gedaald  | Sheffield               | 8  | 3 | 0 | 5 | 9   | 12 | 16 | −4  |
| 8.  | Gedaald  | London Bees             | 9  | 2 | 2 | 5 | 8   | 14 | 20 | −6  |
| 9.  | Stabiel  | Aston Villa             | 8  | 1 | 1 | 6 | 4   | 9  | 19 | −10 |
| 10. | Stabiel  | Watford                 | 7  | 0 | 1 | 6 | 1   | 4  | 20 | −16 |